# スターリー
スターリー (Stalley、本名: カイル・マイリックス、1982年10月30日 - ) は、アメリカ合衆国のラッパーである。

## 人物
一時は、バスケットボール選手としてオハイオ大学に入学したものの、怪我の為に断念。ラッパーになる為、ニューヨーク州へ移住した。その後、しばらくはミックステープ等で活動を行い、2011年にリック・ロスの目に止まり、メイバック・ミュージック・グループと契約を結ぶ事に成功する。2014年には、デビューアルバム『Ohio』をリリース。

## ディスコグラフィー

### アルバム
- Ohio (2014年)
- New Wave (2017年)
- Another Level (2017年)
- Reflection Of Self: The Head Trip (2019年)